# Borsberg (Dresden)

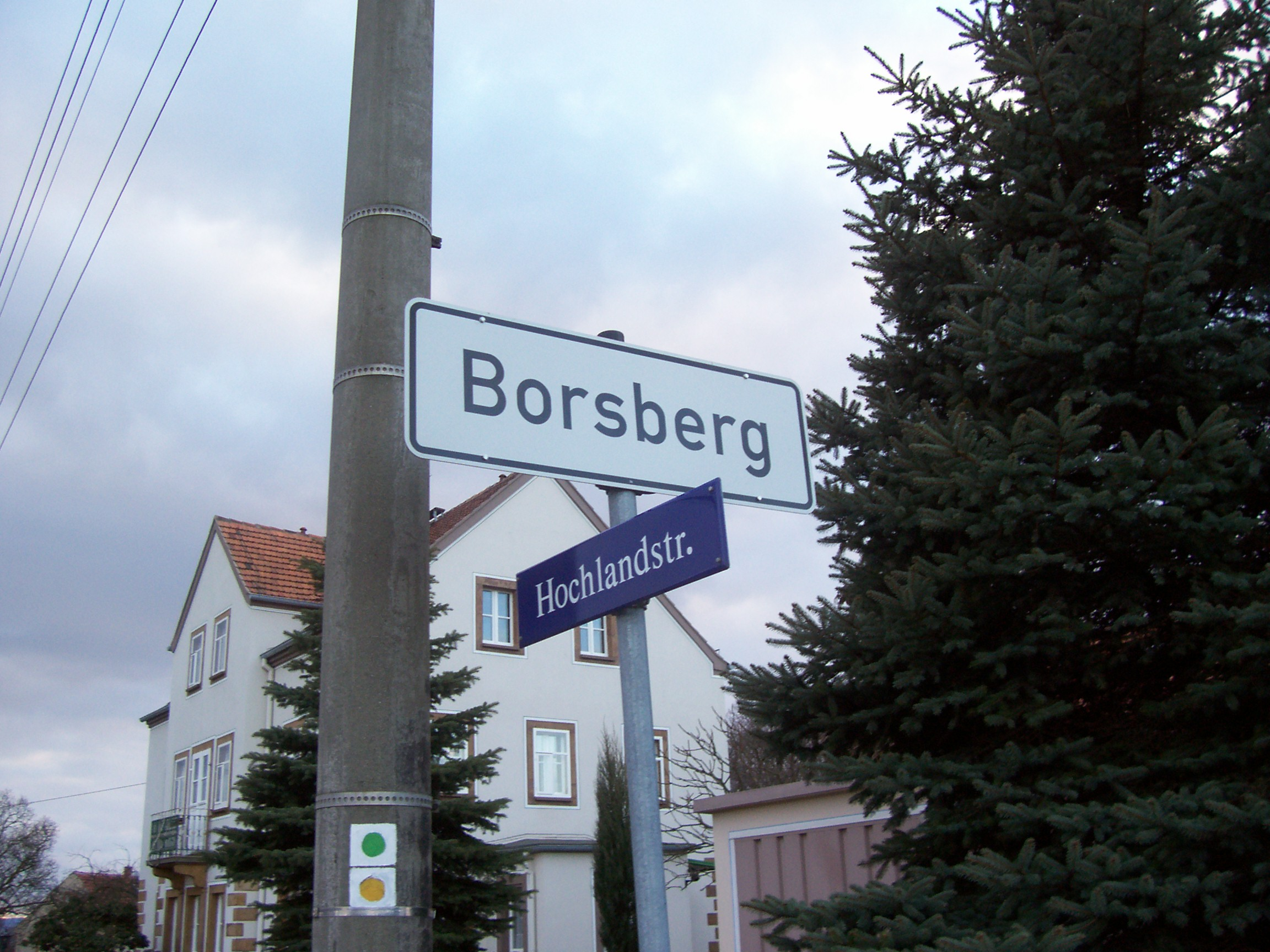
Eingang aus Richtung Zaschendorf

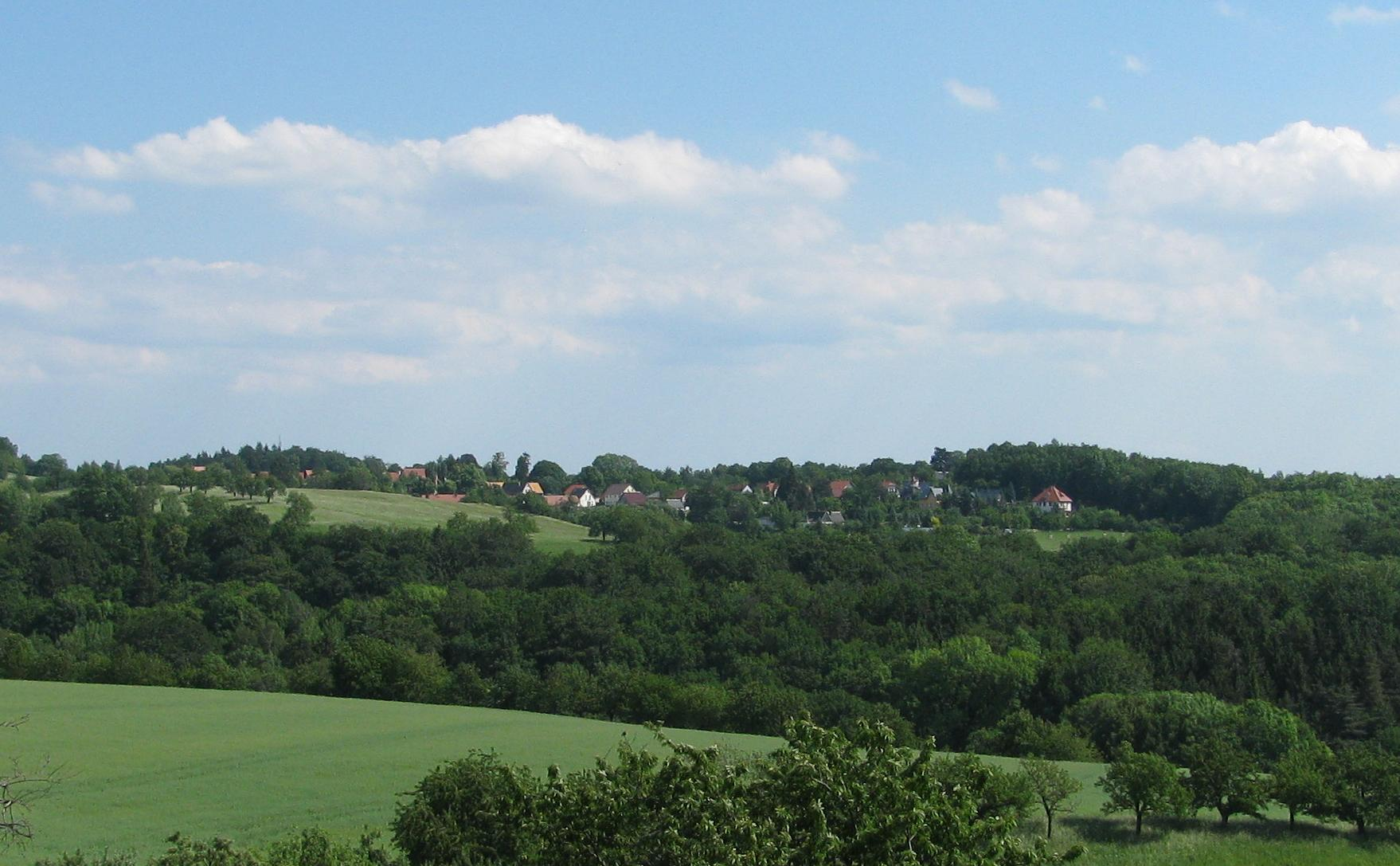
Blick von Krieschendorf nach Südosten auf Borsberg. Die flache Kuppe links ist der (vom Schönfelder Hochland aus gesehen sehr unscheinbare) Borsberg.

Borsberg ist ein Teil der zur sächsischen Landeshauptstadt Dresden gehörenden Ortschaft Schönfeld-Weißig und wird zum statistischen Stadtteil Schönfeld/Schullwitz gezählt. Es liegt im Schönfelder Hochland unweit des gleichnamigen Berges Borsberg.

## Geschichte
Der Ort fand 1373 im Lehnsbuch Friedrich des Strengen erstmals urkundliche Erwähnung. Dabei geht der Ortsname zurück auf den altsorbischen Personennamen „Borisław“ und bedeutet „An/auf dem Berg gelegene Siedlung eines Boraš, Boreš o. ä.“. Die Schreibweise war im Verlaufe der Zeit jedoch unterschiedlich. So nannte man das Dorf 1378 „Bornsberg“, da der Personenname mittlerweile nicht mehr bekannt war und der Ortsname somit an das mittelhochdeutsche „Born“ für „Brunnen, Quelle, Wasser“ angelehnt wurde. Im Jahre 1414 hieß der Ort „Bursenberg“ und 1465 „Borsperg“. Zwölf Jahre davor wird ein „Simon Borschbergk“ genannt, 1476 heißt der Ort dann „Porsberg“. Für 1502 ist die Form „Barßberg“ belegt, 1547 und 1617 „Porschberg“ bzw. „-bergk“. Vor der Einführung der heutigen offiziellen Schreibweise um 1900 war auch „Po(h)rsberg“ gebräuchlich.
Am 1. Januar 1994 schloss sich Borsberg mit acht weiteren Gemeinden zu Schönfeld-Weißig zusammen, das zum 1. Januar 1999 nach Dresden eingemeindet wurde.